# لولا مونتيز
ماري دولوريس إليزا روزانا غيلبيرت (بالإسبانية: Lola Montez)‏ والمعروفة باسم لولا مونتيز (1818؟ - 1861) هي مغامرة وراقصة وهي ابنة ضابط في الجيش البريطاني ولدت في ليمريك في أيرلندا حوالي العام 1818 وتقول مصادر أُخرى أنها ولدت عام 1824، ومات أبوها في الهند عندما كان عمرها سبع سنوات، وتزوجت أمها مُجددا وأرسلت الطفلة إلى أوروبا لتعليمها وكانت تعيش مع أمها بشكل متقطع في باث.
في عام 1837 هربت مع الرقيب جيمس من الجيش الهندي (على الأغلب هربت لأن أمها رتبت لها زواجاً من قاضٍ عجوز) ورافقته على الهند ورجعت إلى إنكلترا عام 1842 بعد أن طلقها زوجها. ودرست بعدها الرقص لكنها لم تنجح في عروضها الأولى في المسرح الملكي في لندن، ولكنها جذبت الانتباه بجمالها وغرابة أطوارها. وفي عام 1843 سمت نفسها «لولا مونتيز الراقصة الإسبانية» وغيرت تاريخ ميلادها إلى 17 فبراير 1821، وظهرت في عدة دول وحققت نجاحاً ومنها ألمانيا وبولندا وروسيا ثم ذهبت إلى باريس وفي عام 1847 ذهبت إلى ميونخ حيث أصبحت عشيقة لودفيغ الأول ملك بافاريا، حيث مُنِحَت الجنسية وأُعطيت لقب كونتيسة لاندزفيلد، وأُعطيت أجراً 2000 جنية إسترليني سنوياً.
أصبحت لولا الحاكِمة الفِعلية على بافاريا، حيثُ اتبعت سياسة تحررية ومُضادة لليسوعية، وكانت سياستها مُزعجة للكَنيسة ومُسيئة للشعب مِما سَبب عدة اضطرابات شعبية، لكن خصومها السياسيين كانوا أقوى منها فَطُرِدت من المملكة في ثورة عام 1848 وتمت تَنحية الملِك عن العرش. ورجعت إلى إنجلترا في السنة التالية وتزوجت ضابطاً من الحرس يدعى جورج هيلد، لكنها اتهمت بِتعدد الأزواج بحجة أن زواجها من النقيب جيمس لم يكتمل قانونياً فهربت مع هيلد إلى إسبانيا.
في عام 1851 ظهرت على مسرح برودواي في نيويورك ثم في مسرح شارع والنت في فيلادلفيا، وكررت عروضها في بوسطن ونيو أورليانز وسان فرانسيسكو حيثُ مثلت في مسرحية تُدعى لولا مونتيز في بافاريا، وفي عام 1853 غرق هيلد في لشبونة وفي السنة نفسها تزوجت صاحب صحيفة سان فرانسيسكو، ولكنها لم تعش كثيراً معه. وظهرت مِراراً في أستراليا وعادت عام 1857 إلى أمريكا لِتُمثل وتُلقي المُحاضرات، وأعادت هذه المحاضرات في إنكلترا. لكن أعمالها الأدبية لم تلق الاستحسان، فعادت إلى أمريكا محبطة ودون عمل.
تدهورت صحتها وأمضت باقي حياتها في زيارة المنبوذات من النساء في نيويورك وأُصيبت هُناك بالشلل وماتت في أستوريا يوم 17 يناير 1861 حيث عاشت أواخر أيامها في ملجأ صحي.
كتب إدمون باسيل دوفرني كتاباً عنها يُدعى لولا مونتيز صدر في نيويورك عام 1909.

## مؤلفاتها
- نوادر الحب Anecdotes of Love
- محاضرات، وهي سيرة ذاتية
- فنون الجمال The Arts of Beauty

## روابط خارجية
- لولا مونتيز على موقع الموسوعة البريطانية (الإنجليزية)
- لولا مونتيز على موقع إن إن دي بي (الإنجليزية)